# Годфри Харолд Харди
Годфри Харолд Харди (енгл. Godfrey Harold "G. H." Hardy; Кранли, 7. фебруар 1877 — Кембриџ, 1. децембар 1947) био је енглески математичар познат по својим достигнућима у теорији бројева и математичкој анализи. Он је обично познат онима изван области математике по свом есеју из 1940. године о естетици математике (engl. A Mathematician's Apology) који се често сматра једним од најбољих увида у ум математичара написан за лаика.
Почевши од 1914. године, Харди је био ментор индијског математичара Сринивасе Рамануџана, однос који је постао славан. Харди је скоро одмах препознао Раманујанов изузетан, иако необучен сјај, и Харди и Раманујан су постали блиски сарадници. У интервјуу Пола Ердоса, када је Харди упитан који је његов највећи допринос математици, Харди је без оклијевања одговорио да је то откриће Рамануџана. На предавању о Рамануџану, Харди је рекао да је „моје дружење с њим једини романтични инцидент у мом животу“.‍:2

## Младост
Г. Х. Харди рођен је 7. фебруара 1877.у Кранлију,Енглеска, у породици наставника. Његов отац је био стипендиста и мајстор уметности у школи; мајка му је била наставница у Линколн академији за наставнике. Оба родитеља су му била склона математици.‍:447 Хардијев природни афинитет за математику је примећен у младости. Када је имао две године, написао је бројеве до хиљаду и када су га водили у цркву забављао се растављајући на факторе бројеве химни.
Након школовања на Кранлију, Харди је добио стипендију на Винчестер колеџу за свој математички рад. Године 1896, уписао је Тринити колеџ у Кембриџу. После само две године припрема под надзором његовог ментора, Роберта Алфреда Хермана, Харди је био четврти на испиту математиког Трипоса. Годинама касније, настојао је да укине Трипос систем, јер је осећао да он постаје више циљ сам по себи него средство за постизање циља. Док је био на универзитету, Харди се придружио Кембриџ апостолима, елитном, интелектуалном тајном друштву.
Харди је као свој најважнији утицај навео независну студију Cours d'analyse de l'École Polytechnique француског математичара Камила Џордана, кроз коју се упознао са прецизнијом математичком традицијом у континенталној Европи. Године 1900, положио је други део Трипоса, а исте године је изабран за наградну стипендију на Тринити колеџу.‍:448 Године 1903, стекао је магистратуру, што је био највиши академски степен на енглеским универзитетима у том периоду. време. Када му је истекла наградна стипендија 1906. именован је у припадника Тринити особља као предавач математике, где му је предавање од шест сати недељно остављало времена за истраживање.‍:448 Године 1919, напустио је Кембриџ да би преузео Савилианску катедру за геометрију (и тако постао члан Новог колеџа) на Оксфорду након афере Бертранда Расела током Првог светског рата. Харди је провео академску годину 1928–1929 на Принстону у академској размени са Освалдом Вебленом, који је провео годину у Оксфорду. Харди је одржао Џозаја Вилардс Гибсово предавање за 1928. годину. Харди је напустио Оксфорд и вратио се у Кембриџ 1931. године, поново постао члан Тринити колеџа и остао на месту Садлејријанског професора до 1942.‍:453
Био је у управном телу школе Абингдон од 1922. до 1935. године.

## Рад
Hardy is credited with reforming British mathematics by bringing rigour into it, which was previously a characteristic of French, Swiss and German mathematics. British mathematicians had remained largely in the tradition of applied mathematics, in thrall to the reputation of Isaac Newton (see Cambridge Mathematical Tripos). Hardy was more in tune with the cours d'analyse methods dominant in France, and aggressively promoted his conception of pure mathematics, in particular against the hydrodynamics that was an important part of Cambridge mathematics.
From 1911, he collaborated with John Edensor Littlewood, in extensive work in mathematical analysis and analytic number theory. This (along with much else) led to quantitative progress on Waring's problem, as part of the Hardy–Littlewood circle method, as it became known. In prime number theory, they proved results and some notable conditional results. This was a major factor in the development of number theory as a system of conjectures; examples are the first and second Hardy–Littlewood conjectures. Hardy's collaboration with Littlewood is among the most successful and famous collaborations in mathematical history. In a 1947 lecture, the Danish mathematician Harald Bohr reported a colleague as saying, "Nowadays, there are only three really great English mathematicians: Hardy, Littlewood, and Hardy–Littlewood."‍:xxvii
Hardy is also known for formulating the Hardy–Weinberg principle, a basic principle of population genetics, independently from Wilhelm Weinberg in 1908. He played cricket with the geneticist Reginald Punnett, who introduced the problem to him in purely mathematical terms.‍:9 Hardy, who had no interest in genetics and described the mathematical argument as "very simple", may never have realised how important the result became.‍:117
Hardy's collected papers have been published in seven volumes by Oxford University Press.

## Хардијеви афоризми
- Ниједан математичар не сме дозволити себи да заборави да је математика, више него била која друга уметност или наука, јесте игра младог човека. (A Mathematician's Apology)
- Није вредно да човек прве класе изрази мишљење већине. По дефиницији, пуно је других који ће то урадити.
- Математичар, као и сликар или песник, прави обрасце. Ако су његови обрасци трајнији од осталих, то је зато што су створени са идејама.
- Ништа што сам икада урадио нема ни најмању практичну примену.
- Харди је једном рекао Бертранду Раселу „Када бих могао логички да докажем да ћеш умрети за 5 минута, требало би да ми буде жао што ћеш умрети, али моја туга би била ублажена задовољством доказа.“ Расел се сложио са Хардијем у вези радости доказа, као што је и сам написао у својој аутобиографији.